# تاريخ جرجان
تاريخ جرجان أو معرفة علماء أهل جرجان أحد كتب التاريخ الذي اختص في ذكر أخبار جرجان، ألفه الحافظ حمزة السهمي.

## نبذه عن الكتاب
يُعد الكتاب نموذجًا لكتب التاريخ المحلي الديني، لأنه بالإضافة إلى ذكر المدينة وخططها وعمارتها، اهتم السهمي بذكر تراجم عن رواة العلم، وبخاصة رجال الحديث. ينقسم الكتاب إلى 14 جزءاً، ذُكر فيها فتح جرجان ومن دخلها من الصحابة والتابعين، وفصل في نسب يزيد بن المهلب فاتح جرجان وأولاده ومكارمه وأخباره، وذكر عمال الدولتين الأموية والعباسية، وخطط المساجد، وبعد ذلك شرع في التراجم مرتبة على حروف المعجم وفق أول حرف من الاسم فقط، ثم ذكر تراجم المعروفين بكنيتهم، ثم تراجم النساء، وأورد بعدها فصلاً في النسب الذي ينتهي بكلمة الجرجاني.
تأليف السهمي للكتاب هو غلى ما كان شائعاً خلال القرنين الثالث والرابع الهجريين، التاسع والعاشر الميلاديين، حيث اتبع مؤرخو الأقاليم والمدن منهج التفاخر الذي يصل أحياناً إلى حد التعصب للمدينة أو الإقليم، كما أن تأليف الكتب المحلية أصبح ظاهرة منهجية ضرورية لإرضاء نزعة قومية أو إقليمية، وهي التي عبر عنها السهمي بالتعصب للمدينة أو الإقليم. يتميز السهمي بكونه من المؤرخين الموسوعيين، إذ نظر إلى إقليم جرجان كله بتوابعه وضواحيه، وجرجان تقع بين طبرستان وخراسان في جنوب بحر الخزر أو قزوين. وما يؤخذ على السهمي أنه لم يعطي معلومات عن تاريخ جرجان قبل الإسلام ولا ملوكها ولا عن أحوالها الدينية أو الاجتماعية والاقتصادية والسياسية كما فعل غيره من مؤرخي المدن والأقاليم، حيث دخل مباشرة في التأريخ لفتح جرجان ثم أعطى وصفاً للفتح الذي تم من طريق الصلح ودفع الجزية والأمان لأهلها.
لم تقتصر ترجمات السهمي على إقليم ومدينة جرجان فقط، بل أعطى مدنها وقراها ومواضعها وأحياءها حقها في الترجمة، كما ذكر الكثير من الوظائف الإدارية منها: قاضي القضاة، والقاضي، وقاضي المظالم، ووكيل القاضي، وكاتب القاضي، والمحتسب، والقسًّام، وكاتب الإملاء، والكاتب، والخطيب والمؤذن وإمام المسجد، والفقيه، والقارئ، والواعظ، والمعلم، والمؤدب، وذكر أيضاً العديد من الوظائف والحرف مثل: الصيدلاني والتاجر، والسمسار، والجوهري والصائغ، والسراج، والخشاب والزجَّاج، والخزاف، والقطان، والدباغ، والوراق، ودلال الكتب، والصابوني، والخياط، والمطرز، والخراز، والبزاز، والقزاز، والغزال.